# 1582 Martir
1582 Martir è un asteroide della fascia principale del diametro medio di circa 36,79 km. Scoperto nel 1950, presenta un'orbita caratterizzata da un semiasse maggiore pari a 3,1523665 UA e da un'eccentricità di 0,1298716, inclinata di 11,61540° rispetto all'eclittica.
Il nome "Martir" fu assegnato dallo scopritore Miguel Itzigsohn in onore di Evita Perón.